# 丁美音
丁美音，明朝女性人物，溆浦（今湖南省溆浦县）人，父亲丁正明。
丁美音小时候接受夏学程的婚聘，十八岁将要出嫁的时候，夏学程死了，丁美音誓不再嫁。父母劝她说：“未嫁守节，不合礼。何苦如此？”丁美音咬破手指滴血，对天发誓。官府争相旌表她，赠送她银币约有百两，于是她筑屋独居，种田维持自己的生活，事奉公婆，恩养父母。乡人称她的田为贞女田。